# Filmverrückt
Filmverrückt (Originaltitel: Movie Crazy) ist eine US-amerikanische Slapstickkomödie aus dem Jahre 1932 mit Harold Lloyd in der Hauptrolle.

## Handlung
Harold Hall, ein freundlicher junger Mann mit Hornbrille, ist ein typischer amerikanischer Provinzler. Er träumt schon seit Langem davon, eines Tages beim Film in Hollywood Karriere zu machen. Nach einem Missverständnis, das von ihm beigefügte Bewerbungsfoto betreffend, erhält Hall tatsächlich eine Einladung für Probeaufnahmen in einem Filmstudio. Kaum angekommen erweist sich Hall als wahrer Unglücksrabe und Tollpatsch, der bald den Studioverantwortlichen die Haare zu Berge stehen lässt. Weder kann Hall einen Beutel richtig packen noch versteht er es, dass auch im Film erst das Telefon klingeln muss, ehe man den Hörer abhebt. Als er dann auch noch irrtümlicherweise den „Zaubermantel“ eines Magiers anzieht, um sich in diesem Outfit selbst zur Party von Mrs. Kitterman, der Frau eines Filmproduzenten, einzuladen, geht endgültig alles schief.
Harold Hall erweist sich als „Partycrasher“ allererster Güte. Er drückt beim Tanz mit der Gastgeberin versehentlich auf den Knopf für eine falsche Blume, vorgeblich eine Gardenie, aus der prompt ein Wasserstrahl herausspritzt. Als dann auch noch eine kleine weiße Maus herauskrabbelt und es sich auf dem Fellkragen von Harolds Mantel gemütlich macht, fangen sofort alle anwesenden Frauen an zu kreischen, zumal das niedliche Tierchen es noch viel kuscheliger am Hals von Mrs. Kitterman findet. Harold versteht die ganze Aufregung nicht und ist im ganzen Tohuwabohu die Ruhe selbst. Um nicht noch mehr Aufregung zu verursachen, packt er sogleich das nächste Geschöpf aus dem reichhaltigen Fundus des Zaubermantels an den Ohren. Es ist ein Kaninchen, doch wohin nur damit? Nun, Harold Hall glaubt, es sei am besten, Meister Lampe direkt auf dem Tisch unter einer Warmhalteglocke für Gerichte zu verstecken. Prompt glaubt ein betrunkener Partygast seinen Augen nicht zu trauen, als das Tierchen mit einem Salatblatt im Maul rauskrabbelt. Ein anderer Partygast ist bereits im Delirium und wundert sich angesichts seine Alkoholpegels über gar nichts mehr.
Bald kommen noch andere Mäuse zum Vorschein, und das Chaos scheint perfekt, als diese sich auf die Tanzfläche begeben und zwischen den Beinen der hysterischen Damen herumwuseln. Harold selbst entdeckt dann auch noch ein paar Hühnereier, die er behelfsmäßig loswerden will, ohne die Konsequenzen zu bedenken. Schließlich taucht dann auch noch der Zauberkünstler auf, der erzürnt seinen magischen Mantel zurückverlangt. Harold ist dies durchaus recht, hat ihm dieses eigenwillige Kleidungsstück doch nichts als Ärger beschert. So sehr Harold Hall auch diese Party im wahrsten Sinne des Wortes geschmissen hat und man sich einig ist, dass er für die ihm ursprünglich zugedachte Filmrolle nicht in Frage kommt … so sehr ist sich Produzent Kitterman nach Harolds Einlagen im Studio wie auf der Party vollkommen sicher, dass dieses linkische, durch nichts aus der Ruhe zu bringende Landei ein begnadetes Talent als Komödiant besitzt. Und so kann Harold Hall dann doch noch, wenngleich anders als erhofft, in Hollywood durchstarten.

## Produktionsnotizen
Filmverrückt lief am 12. August 1932 in den amerikanischen Kinos an. Bei Produktionskosten von etwa 675.000 US-Dollar spielte der Film über 1.439.000 US-Dollar allein in den Vereinigten Staaten ein. In Deutschland konnte man den Film ab dem 11. November 1932 sehen. Die bundesdeutsche Nachkriegspremiere war am 8. April 1950. Hier wurde der Streifen auch unter dem Titel Harold Lloyd, filmverrückt gezeigt. 1980 wurde eine neu synchronisierte Fassung hergestellt.
Die Bauten schufen Harry Oliver und William MacDonald.
Die Grundidee des Films wurde 1967 in der britischen Komödie Der Partyschreck mit Peter Sellers in der Lloyd-Rolle wiederverwendet.

## Kritiken
„Eine super Komödie voll mit Lachern, die aus dem Bauch herauskommen. Ein Selbstläufer.“

„Mr. Lloyd ist nicht weit entfernt von seinem Allerbesten in ‚Movie Crazy‘. (…) Mr. Lloyd ist, man muss es eigentlich nicht mehr erwähnen, ein komplett mechanischer Komiker. Weder besitzt er den spitzfindigen Unsinn eines Groucho Marx noch den tragischen Humor von Charlie Chaplin. Seine Gags sind physischer Natur, offensichtlich hergestellt in Hollywoods besseren Gagfabriken…“

„Vollgestopft mit Gags, von denen einige alt oder ziemlich offensichtlich sein mögen (…) Der Film ist de facto eine Aneinanderreihung von Slapstickabenteuern mit Ton, und Mr. Lloyd hat ein gutes Gespür dafür, diese Erfahrungen mit einer ernsthaften Haltung zu machen, erntet er doch seinen Lohn in Form von zwerchfellerschütterndem Gelächter.“

Paimann’s Filmlisten resümierte: „Filmamerika macht sich in dem humorgesegneten, pointenreichen Sujet ein wenig über sich selbst lustig, parodiert die Welt des Ateliers, ohne in Krampfkomik zu verfallen. Die Regie bringt seine Bild- und Wortwitze nicht um die kleinste Nuance, duldet keine tote Stelle. Harold Lloyd, der seine Stärke noch immer in den stummen Partien hat, bietet der ausgezeichnet nachsynchronisierte Dialog immerhin neue Möglichkeiten. Ausgewähltes Ensemble, technisch hoher Standard.“
Im Lexikon des Internationalen Films heißt es: „Lloyds beste Tonfilmkomödie, die seine im Tonfilm dominierende Tölpelhaftigkeit geschickt zum Angelpunkt seiner Komik macht und bewährte Sequenzen aus früheren Erfolgen (z. B. Der Sportstudent) in neuem Glanz erscheinen läßt.“
Der Movie & Video Guide schrieb: „Lloyds bester Tonfilm erobert den Geist seiner Stummfilmkomödienerfolge zurück“.
Halliwell’s Film Guide charakterisierte den Film wie folgt: „Der Stummfilmkomödiant ist nicht ganz auf der Höhe bei dieser frühen Tonfilmkomödie, aber sie beinhaltet seine letzten herausragenden Sequenzen, aber dieses Abbild von Hollywood ist sowohl amüsant wie Nostalgie“.